# Fascht e Familie
Fascht e Familie war eine Schweizer Sitcom. Sie wurde von Charles Lewinsky geschrieben und zwischen 1994 und 1999 in fünf Staffeln à 20 Folgen am Freitagabend auf SF 1 ausgestrahlt. 1997 wurden die ersten 40 Folgen auf Hochdeutsch synchronisiert beim deutschen Privatsender Super RTL unter dem Titel Fast ’ne Familie gesendet. Die Serie wurde von der St. Galler Firma Videcom in Sitterdorf im Kanton Thurgau vor Studiopublikum gedreht. Sitcomtypisch war deren Gelächter während einer Folge zu hören. 1995 erhielt die Serie den Prix Walo.

## Handlung
Als der Immobilienhändler Rolf Aebersold einmal mehr versucht, das Haus seiner Tante Martha ohne ihr Wissen zu verkaufen, landet die Anzeige fälschlicherweise in der Rubrik «Möblierte Zimmer zu vermieten». Mit Schreck muss Rolf später feststellen, dass seine Tante ihr Haus in eine Wohngemeinschaft verwandelt hat.
In den Folgen von Fascht e Familie gibt es kein bestimmtes Thema, welches durch alle Folgen führt. Immer neue Probleme der Mieter werden gemeinsam gelöst, was jedoch nicht ohne ausgefallene Ideen und Verwechslungen geschieht. Rolf Aebersold versucht immer wieder, seine Tante in ein Altersheim abzuschieben, um aus dem Haus Kapital schlagen zu können. Hauptschauplatz der Sitcom ist die Gemeinschaftsküche.
Es wird immer wieder Bezug auf aktuelle Ereignisse genommen. So will in Folge 17 Der Guru ein Sektenführer Tante Martha um ihr Vermögen bringen. Dieser Umstand erinnert an Sekten wie Fiat Lux und die Sonnentempler. Und in Folge 63 Quick-Mampf beschwert sich Tante Martha über einen Schnellimbiss und sagt, es sei kein Wunder, dass Rinder wahnsinnig werden, wenn man solche Hamburger aus ihnen mache. Damit spielt sie auf den Rinderwahn an, der in den 1990er-Jahren auch in der Schweiz für Schlagzeilen sorgte.

## Besetzung
«Tante Martha» Aebersold (Trudi Roth)ist die Hausbesitzerin, die ein grosses Interesse an esoterischen Theorien und Ideen hat. Sie sammelt seit Jahren entsprechende Bücher und Gegenstände.
Rolf Aebersold (Andreas Matti)ist ein dubioser Immobilienmakler, der auch als Marthas Neffe («Neveu») eine hinterhältige Rolle spielt: Immer wieder versucht er von Marthas Naivität zu profitieren. (Rolf ist die einzige der festen Figuren, die nur unregelmässig vorkommt.)
Hans Meier (Walter Andreas Müller)ist Kellner und Laienschauspieler. Er arbeitet im edelsten Restaurant der Stadt.
Flip (Martin Schenkel, bis Ende Staffel 4)ist ein T-Shirt-Bemaler und Lebenskünstler, der sich von den anderen Mitbewohnern durchfüttern lässt. Flip verlässt die WG jedoch, um auf eine Reise zu gehen, ohne zu wissen, wo diese hinführen soll.
Vreni Hubacher (Hanna Scheuring, bis Folge 67)ist eine nicht sehr selbstsichere Bankangestellte, immer auf der Suche nach der grossen Liebe.
Annekäthi Tobler (Sandra Moser, ab Folge 68)ist eine aufgestellte und bodenständige Hebamme und Tänzerin.
Bruno Caduff (Beat Marti, ab Staffel 5)ist ein biederer junger Buchhalter und liebt das Schachspiel über alles. Er träumt davon, Radiomoderator zu werden.
Wiederkehrende Gäste sind
- Lorenz Wüthrich als Dr. Wandeler (3 Folgen)
- Erich Vock als Polizist (3 Folgen)
- Jörg Schneider als Koni Konrad (2 Folgen)
- Bettina Dieterle als Susi Süess (2 Folgen)
- Ruth Bannwart als Selma Häfliger (4 Folgen)
- Julia Vonderlinn als Fräulein Dr. Schmidlin (4 Folgen)
- Rachel Braunschweig als Agnes (3 Folgen)

Verschiedene bekannte Schweizer Schauspieler und weitere Persönlichkeiten hatten Gastauftritte in einzelnen Folgen, unter anderen Imanuel Humm, Vincenzo Biagi, Hansjörg Bahl, Ines Torelli, Tonia Maria Zindel, Inigo Gallo, Hannes Schmidhauser, Philippe Roussel, Lukas Ammann, René Rindlisbacher, Stephan Schmidlin, Gardi Hutter, Birgit Steinegger, Siegfried W. Kernen, Kliby und Caroline, Stephan Klapproth, Stephanie Glaser, László I. Kish, Bernard Thurnheer, Trio Eugster, Sibylle Courvoisier, Beat Schlatter, Delia Mayer, Klaus Knuth, Antoine Monot Jr., Samuel Streiff, Valerie Steinmann und Anne-Marie Blanc.

## Veröffentlichung & Serienende
| Staffel | Episodenanzahl | Erstausstrahlung Deutschschweiz | Erstausstrahlung Deutschschweiz | Erstausstrahlung Deutschland | Erstausstrahlung Deutschland |
| Staffel | Episodenanzahl | Staffelpremiere                 | Staffelfinale                   | Staffelpremiere              | Staffelfinale                |
| ------- | -------------- | ------------------------------- | ------------------------------- | ---------------------------- | ---------------------------- |
| 1       | 20             | 4. November 1994                | 21. April 1995                  | 18. Januar 1997              | 31. Mai 1997                 |
| 2       | 20             | 3. November 1995                | 26. April 1996                  | 17. September 1997           | 14. Oktober 1997             |
| 3       | 20             | 8. November 1996                | 25. April 1997                  |                              |                              |
| 4       | 20             | 7. November 1997                | 24. April 1998                  |                              |                              |
| 5       | 20             | 6. November 1998                | 29. Oktober 1999                |                              |                              |

Der Anfang des Endes von Fascht e Familie war der Zeitpunkt, als Hanna Scheuring die Serie verliess. Als dann Martin Schenkel an einem Hirntumor erkrankte und ebenfalls ersetzt werden musste, verlor die Sitcom ihre beliebteste Figur.
Die Zuschauer bekundeten Mühe, sich an die neue Zusammenstellung der Hauptfiguren zu gewöhnen.
1999 wurde die letzte Folge ausgestrahlt, in der «Tante Martha» freiwillig doch noch in ein Altersheim zieht. Allerdings gehört das Haus danach nicht Rolf, da dieser es nicht übers Herz bringt, die restlichen WG-Bewohner hinauszuwerfen.
2005 erschien eine Doppel-DVD mit folgenden 16 ausgewählten Folgen:
- Haus an bester Lage (Ep. 1)
- Dein Freund und Helfer (Ep. 2)
- Motorradfahrt mit Hindernissen (Ep. 4)
- Vater werden ist nicht schwer (Ep. 21)
- Asylant Aebersold (Ep. 22)
- Total verrückt (Ep. 26)
- Pizza mit Pilz (Ep. 31)
- Fünfzig Jahre Meier (Ep. 42)
- Sodom und Gomorrha (Ep. 59)
- Drum prüfe wer sich ewig bindet (Ep. 61)
- Im neuen Jahr wird alles anders (Ep. 67)
- Zimmer zu vermieten (Ep. 68)
- Allzeit bereit! (Ep. 80)
- Ausgerechnet Rolf (Ep. 81)
- Showbusiness (Ep. 98)
- Martha geht ins Altersheim (Ep. 99)

Das Schweizer Fernsehen zeigte ab August 2012 die Wiederholung der Sitcom auf SF 1. Auch erschienen die kompletten Staffeln auf DVD, sowohl jede Staffel einzeln als auch die Gesamtedition.